# San Marino, Kalifornija
San Marino je grad u američkoj saveznoj državi Kalifornija. Prema popisu stanovništva iz 2010. u njemu je živjelo 13.147 stanovnika.